# Aeroflot-Flug 6515
Am 23. Oktober 1978 verunglückte eine Antonow An-24 auf dem innersowjetischen Linienflug Aeroflot-Flug 6515 von Stawropol nach Simferopol, wobei alle 26 Insassen starben.

## Flugzeug
Das Flugzeug war eine neun Jahre alte Antonow An-24B mit dem Luftfahrzeugkennzeichen CCCP-46327, welche ihren Erstflug im September 1969 absolviert hatte.

## Besatzung
Die Besatzung bestand aus dem Flugkapitän, dem Ersten Offizier, dem Flugingenieur, dem Navigator sowie einer Flugbegleiterin.

## Verlauf
Das Flugzeug hob um 18:14 Uhr Moskauer Zeit vom Flughafen Stawropol ab und stieg auf 2400 m Höhe. Während der ersten Hälfte des Fluges über Stawropol und das Kuban-Gebiet herrschten gute Wetterbedingungen (leichte Bewölkung und eine Sichtweite von 10 km) und der Flug wurde visuell durchgeführt. Die Wetterbedingungen verschlechterten sich jedoch beim Erreichen des Luftraums über der Ost-Krim (dichte Bewölkung mit einer Wolkenuntergrenze von 600 bis 800 m und einer Wolkenobergrenze von 3.000 bis 3.500 m, Winde mit Geschwindigkeiten von 60 km/h, sowie Vereisungsbedingungen). Um ca. 19:25 Uhr Moskauer Zeit flog das Flugzeug in die Wolken hinein. Zu diesem Zeitpunkt war das Flugzeug bereits an einen Fluglotsen des Flughafens Simferopol übergeben worden. Um 19:39 Uhr berichteten die Piloten über dem Sywasch, dass das Flugzeug durch Wolken fliegen würde und die Möglichkeit einer Eisbildung bestehe. Kurze Zeit später berichteten die Piloten, dass ein Triebwerk ausgefallen sei und weitere 14 Sekunden später, dass auch das andere Triebwerk ausgefallen sei. Danach brach der Funkkontakt ab. 
Schließlich wurde das z. T. schlammbedeckte Wrack des Flugzeugs einen Tag später im Sywasch, 24 km südöstlich von Jemeljanowka und zehn Kilometer von der sowjetischen Küste entfernt, gefunden. Alle 26 Insassen starben.

## Ursache
Bei der Unfallursachenermittlung wurde vom 24. Oktober bis zum 18. November eine Bergungsaktion im 2,5 m tiefen, trüben Wasser durchgeführt, bei der alle wesentlichen Bestandteile des Flugzeugs, darunter auch der Flugdatenschreiber des Typs MSRP-12-9, geborgen werden konnten. Anhand der Daten des Flugdatenschreibers konnte ermittelt werden, dass das Flugzeug 2–3 Minuten vor Eintreten des Notfalls in einer Höhe von 2450 m mit einer Geschwindigkeit von 400 bis 410 km/h flog. Beginnend neun Minuten vor Aufzeichnungsende, wurde in den nachfolgenden 7,5 Minuten ein Geschwindigkeitsverlust von 50 km/h und eine Verringerung des Öldrucks auf 7 kg/cm² aufgezeichnet. Der Öldruckverlust wurde auf eine fortschreitende Vereisung der Triebwerkslufteinlässe und der Triebwerke selbst zurückgeführt. Schließlich kam es um 19.40:14 Uhr, etwa 1½ Minuten vor dem Aufschlag, mit einem Zeitabstand von 3,5 Sekunden in beiden Triebwerke zum Flammabriss, woraufhin beide Triebwerke ausfielen und die Propeller automatisch in die Segelstellung gebracht wurden. Die Piloten leiteten daraufhin bei einer Geschwindigkeit von 250 km/h eine Linkskurve Richtung Küste ein und versuchten das linke Triebwerk neuzustarten. Das linke Triebwerk erreichte jedoch nicht die benötigte Drehzahl und es entstand stattdessen ein Umkehrschub, wodurch die Geschwindigkeit auf 186 km/h sank und das Flugzeug sich um 45° nach links neigte. Der Anstellwinkel erreichte einen überkritischen Wert, wodurch es zum Strömungsabriss kam und das Flugzeug in einen steilen Spiralsturz überging. Die Piloten zogen die Steuerhörner, um die Höhenruder zu betätigen, was die Winkelgeschwindigkeit erhöhte, woraufhin sich das Flugzeug in einer Höhe von ca. 500 m um 360° um die Längsachse drehte. Schließlich schlug das Flugzeug um 19:41 Uhr mit einer Geschwindigkeit von 490 km/h, einer Sinkrate von 90 m/s und einer Vertikalneigung von 50° nach unten auf der Oberfläche auf.
Als Unfallursache wurde das zu späte Einschalten des Triebwerksenteisungssystems durch die Piloten festgestellt. Dass das Flughandbuch nicht die Situation eines doppelten Triebwerksausfalls im Flug berücksichtigte und die Ausbildung nicht das korrekte Verhalten bei ähnlichen Wetterbedingungen (Flug bei Nacht in den Wolken bei Vereisungsbedingungen) beinhaltete, verschärfte die Situation zusätzlich.

## Ähnliche Fälle
- Auf Capital-Airlines-Flug 20 verunglückte eine Vickers Viscount unter ähnlichen Umständen.